# Gianni Rodríguez
Gianni Danielle Rodríguez Fernández (Montevideo, 7 giugno 1994) è un calciatore uruguaiano, difensore o centrocampista del Dep. Santa Cruz.

## Caratteristiche tecniche
Terzino sinistro, può giocare anche da esterno di centrocampo sulla stessa fascia.

## Carriera

### Club
Nel gennaio del 2013 il Benfica lo acquista per 800000 € dal Danubio e lo inserisce in seconda squadra. Nella stagione 2015-2016 lo cede in prestito al Peñarol, dove vince un campionato uruguaiano: nella stagione seguente passa a titolo definitivo al Peñarol a parametro zero.

### Nazionale
Ha giocato numerose partite con le varie nazionali giovanili uruguaiane.

## Palmarès

### Club

#### Competizioni nazionali
- Campionato uruguaiano: 1

Peñarol: 2015-2016